# Perudvärgtyrann
Perudvärgtyrann (Zimmerius viridiflavus) är en fågel i familjen tyranner inom ordningen tättingar.

## Utbredning och systematik
Perudvärgtyrannen delas in i två underarter med följande utbredning:
- Zimmerius viridiflavus flavidifrons – förekommer i sydvästra Ecuador (sydöstra Guayas till västra Loja och El Oro) och allra nordligaste Peru
- Zimmerius viridiflavus viridiflavus – förekommer i Andernas östsluttning i Peru (Huánuco till Junín).

## Status
IUCN kategoriserar arten som livskraftig.

## Namn
Släktesnamnet Zimmerius hedrar amerikanske ornitologen John Todd Zimmer.